# Bryan Hamilton
Bryan Hamilton (Belfast, 21 dicembre 1946) è un allenatore di calcio ed ex calciatore nordirlandese, di ruolo centrocampista che, per sei partite tra il 1978 e il 1979, fu capitano dell'Irlanda del Nord.

## Palmarès

### Giocatore

#### Competizioni nazionali
- Campionato nordirlandese: 2

Linfield: 1968-1969, 1970-1971
- Irish Cup: 1

Linfield: 1969-1970
- County Antrim Shield: 1

Linfield: 1966-1967
- City Cup: 1

Linfield: 1967-1968
- Gold Cup: 3

Linfield: 1967-1968, 1968-1969, 1970-1971
- Ulster Cup: 2

Linfield: 1967-1968, 1970-1971
- Blaxnit Cup: 1

Linfield: 1970-1971
- Texaco Cup: 1

Ipswich Town: 1973

### Individuale
- Capocannoniere del campionato nordirlandese: 1[1]

1970-1971 (18 gol)